# Ralph Taylor
Ralph Buren Taylor (Plain Township, 26 gennaio 1874 – Columbus, 23 febbraio 1958) è stato un arciere statunitense.
Partecipò alle gare di tiro con l'arco ai Giochi olimpici di Saint Louis 1904, in cui giunse quattordicesimo nella gara di doppio York e diciottesimo nella gara di doppio americano.